# 巴尔鲁克山
巴尔鲁克山（羅馬化：Barlık̂ jotası）位于是中华人民共和国新疆维吾尔自治区北部哈萨克斯坦边境附近阿拉山口以东的一座山脉，山脉长度120公里，最高点海拔2923米。